# London Breed
London Nicole Breed (São Francisco, 11 de agosto de 1974) é uma política do estado norte-americano da Califórnia e atual prefeita de São Francisco. Foi presidente do Conselho de Supervisores da cidade de 2015 até 2018.
Com a morte do então prefeito Ed Lee, Breed assumiu o cargo interinamente de 12 de dezembro de 2017 até 23 de janeiro de 2018, sendo sucedida por Mark E. Farrell. Voltou ao cargo após vencer a eleição especial de 2018 para assumir durante o tempo restante do mandato de Lee, que acabaria em 2020. Ela foi reeleita em uma eleição normal para um mandato completo no ano seguinte.
London Breed foi a primeira mulher afro-americana a governar a cidade de São Francisco, segunda pessoa afro-americana depois de Willie Brown e a segunda mulher depois de Dianne Feinstein.